# MBE 4
Die MBE 4 der Müllheim-Badenweiler Eisenbahn war eine meterspurige vierachsige Mallet-Verbundlokomotive. Sie wurde von der Lokomotivfabrik Borsig für Vering & Waechter gebaut und auf der badischen Strecke Müllheim–Badenweiler verwendet. Sie war bis zur Elektrifizierung der Strecke im Einsatz und wurde dann an die Spreewaldbahn weitergegeben, wo bis 1926 eingesetzt und dann verschrottet wurde.

## Geschichte
Nachdem kurz nach der Eröffnung der Müllheim-Badenweiler Eisenbahn die Zuglasten stark anstiegen, zeigten sich die bisher verwendeten MBE 1–3 den Anforderungen nicht mehr gewachsen, und Vering & Waechter bestellte bei Borsig eine Mallet-Verbundlokomotive für den schweren Verkehr in den Sommermonaten, um auch auf den starken Steigungen längere Züge mit Sicherheit befördern zu können. Aufgrund eines Streiks in der Herstellerfirma konnte die Lokomotive erst am 2. Juni 1898 ausgeliefert werden. Nach ausgiebigen Testfahrten, als an der Maschine noch einige Nacharbeiten zu erledigen waren und auch einige Brückenbauwerke zu verstärken waren, wurde die Lokomotive zuerst als MBE 4 in Dienst gestellt.
Dafür wurde der Lokschuppen von drei auf vier Stände vergrößert, eine Werkstatt angebaut und ein zusätzlicher Wasserkran aufgestellt.
1898 wurde von Vering & Waechter die bisherige Nummer 1 zurückgenommen, worauf die Mallet-Lokomotive die Nummer 1 in Zweitbesetzung bekam.
Die Lokomotive fuhr auf der Strecke bis zur Elektrifizierung. Hauptaufgabe waren Züge zum Kurort Badenweiler.
Die Mallet-Lokomotive wurde 1914 an die Lübben-Cottbusser Kreisbahnen verkauft. Sie trug hier die Nummer 8. Die Lokomotive war hier bis 1926 in Betrieb und wurde dann als Schrott verkauft.

## Konstruktion
Die Lokomotive nach der Bauart Mallet bot für die Beförderung schwerer Züge auf kurvenreichen Strecken mit schwachem Oberbau die damals besten Voraussetzungen. Sie wurde bei der Lokomotivfabrik Borsig gebaut.
Sie hatte einen Achsstand von lediglich 4,95 m. Die vorderen beiden Achsen der Lok liefen im Drehgestell und wurden von den Niederdruckzylindern angetrieben, die hinteren beiden Achsen waren hingegen fest im Rahmen und durch die Hochdruckzylinder angetrieben. Die Nassdampflokomotive arbeitete nach dem Prinzip der Verbunddampflokomotive.
Sie besaß einen Funkenfänger, ein Sicherheitsventil der Bauart Ramsbotton und zwei Sandkästen. Das Läutewerk der Bauart Lotowski war auf dem Dach, ebenso die Dampfpfeife. Die Steuerung der Dampfmaschine erfolgte mit Flachschiebern schräger Bauform.